# اندی رینومهوتا
اندی رینومهوتا (انگلیسی: Andy Rinomhota؛ زادهٔ ۲۱ آوریل ۱۹۹۷) بازیکن فوتبال اهل بریتانیا است.
از باشگاه‌هایی که در آن بازی کرده‌است می‌توان به باشگاه فوتبال ردینگ اشاره کرد.